# Acanthomigdolus quadricollis
Acanthomigdolus quadricollis es una especie monotípica de escarabajo, única del género Acanthomigdolus, familia Cerambycidae o familia Vesperidae según otros taxónomos. Fue descrita por Bates en 1875. Habita en Chile y Argentina.